# Biclavigera
Biclavigera es un género de polilla de la familia Geometridae, descrito por primera vez por William Warren en 1894 y se puede encontrar distribuido en Sudáfrica.

## Especies
El género Biclavigera contiene cinco especies distribuidas en regiones puntuales de Sudáfrica:
- Biclavigera deterior Prout, 1916
- Biclavigera fontis Prout, 1938
- Biclavigera praecanaria (Herrich-Schäffer, [1855])
- Biclavigera rufivena (Warren, 1911)
- Biclavigera uloprora Prout, 1938